# Sweet Home Township
Sweet Home Township est un ancien township  du comté de Clark dans le Missouri, aux États-Unis,. Il est baptisé en référence à l'ancienne ville du même nom, fondée au début des années 1830.

## Source de la traduction
- (en) Cet article est partiellement ou en totalité issu de l’article de Wikipédia en anglais intitulé « Sweet Home Township, Clark County, Missouri » (voir la liste des auteurs).